# Mścisław Wartenberg
Mścisław Wiktor Wartenberg (ur. 26 listopada 1868 w Żninie, zm. 13 kwietnia 1938 we Lwowie) – polski filozof, metafizyk.

## Życiorys
Studiował na uniwersytetach we Wrocławiu, Lipsku, Tybindze i Jenie. Doktorat uzyskał w Jenie w 1898. W 1900 habilitował się na Uniwersytecie Jagiellońskim w Krakowie. Od 1903 profesor filozofii Uniwersytetu Lwowskiego. Kierownik Katedry Filozofii Ścisłej. Specjalizował się w filozofii Kanta i neokantyzmie. Profesorem zwyczajnym został w 1907, członek Polskiego Towarzystwa Filozoficznego we Lwowie i jego wiceprzewodniczący w latach 1904–1908.
Autor m.in. Kants Theorie der Kausalität (1899) i Obrona metafizyki (1902).
W grudniu 1936 otrzymał tytuł profesora honorowego Wydziału Humanistycznego Uniwersytetu Jana Kazimierza we Lwowie.